# アラスカ山脈

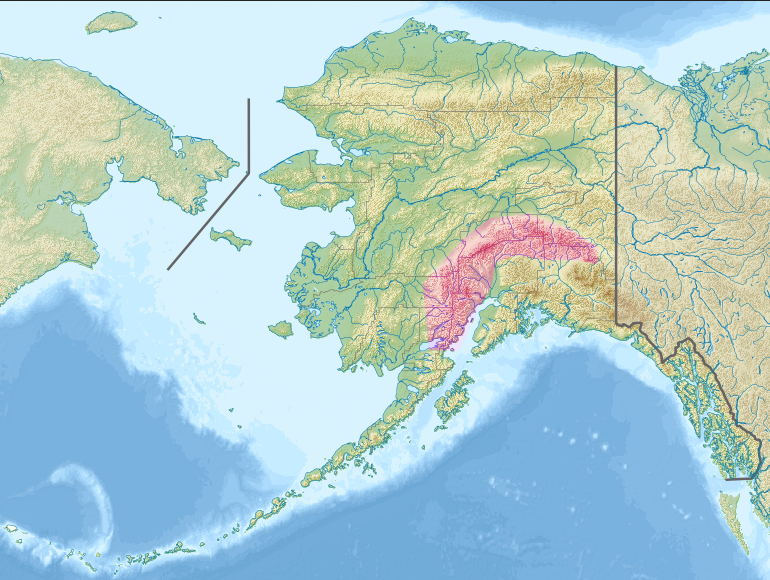
アラスカ山脈（ピンク色部分）の地図

アラスカ山脈 (Alaska Range) はアメリカ合衆国アラスカ州に位置する山脈。アラスカ州の南部中央に南西から北東に弧を描くように970km広がり連なる。
花崗岩からなる断層山脈で、アラスカ鉄道の横切るブロード峠で東西に分けられる。
アラスカ山脈は、ヒマラヤ山脈、アンデス山脈に次いで世界で最も高い山脈のひとつである。

## 特徴
寒帯に位置し、ツンドラ気候である。東部は氷河が多く、西部にはアメリカで最も高いデナリ（マッキンリー山、6,194 m) がある。山地のうち約7,800 km2はデナリ国立公園 (w:Denali National Park and Preserve) となっており、自然保護がなされている。